# Hath
Hath (ur. 6 czerwca 1964) – laotański strzelec, olimpijczyk. 
Brał udział w Letnich Igrzyskach Olimpijskich 1980 jako jeden z sześciu reprezentantów Laosu w strzelectwie (był najmłodszym sportowcem kadry laotańskiej na igrzyskach w Moskwie). Startował jedynie w konkurencji karabinu małokalibrowego leżąc z odl. 50 m, w której zajął ostatnie, 56. miejsce (do swojego rodaka będącego na przedostatnim miejscu, stracił 10 punktów). Ze zwycięzcą zawodów Hath przegrał o 53 punkty.

## Wyniki olimpijskie
| Igrzyska | Konkurencja                       | Wynik                           | Miejsce    | Źródło |
| -------- | --------------------------------- | ------------------------------- | ---------- | ------ |
| IO 1980  | Karabin małokalibrowy leżąc, 50 m | 546 punktów (90-91-91-90-89-95) | 56 (na 56) | [ 1 ]  |